# GAIS Göteborg
Die GAIS (Göteborgs Atlet & Idrottssällskap, dt.: Göteborger Athleten- und Sportgesellschaft) ist ein schwedischer Fußballverein in Göteborg. Aufgrund der grün-schwarz gestreiften Sporthemden der Spieler hat die Mannschaft den Spitznamen makrillarna („die Makrelen“) erhalten.

## Geschichte

### Fußball
Der Verein wurde 1894 gegründet und konnte sich 1919 zum ersten Mal schwedischer Meister nennen. Auch 1922 gewann GAIS das für die Meisterschaft entscheidende Finale gegen Hammarby IF mit 3:1. Im Gründungsjahr der Allsvenskan 1924/25 konnte GAIS diese gewinnen, aber einen offiziellen Meistertitel gab es dafür nicht. Dasselbe geschah 1927. Nachdem festgelegt war, dass der Sieger der Allsvenskan auch Meister ist, erspielte sich GAIS die Titel von 1931 und 1954.
Danach wurde GAIS eine so genannte „Fahrstuhlmannschaft“, die oft zwischen den verschiedenen Spielklassen pendelte. Typisch war das Jahr 1955: Nach einer neuen Regelung mussten drei Mannschaften aus der Allsvenskan absteigen. GAIS belegte nur den drittletzten Platz und musste in die damals zweitklassige Division 2 absteigen.
GAIS kehrte in der folgenden Saison 1955/56 in die Erstklassigkeit zurück, verbrachte jedoch bis zu Beginn der 2000er Jahre nie mehr als fünf Spielzeiten in Folge in der Allsvenskan. 1975 qualifizierte sich der Klub erstmals für die Teilnahme am UEFA-Pokal, schied jedoch bereits in der ersten Runde gegen Śląsk Wrocław aus.
In den späten 1980er und frühen 1990er Jahren kämpfte GAIS in der Allsvenskan hauptsächlich gegen den Abstieg. Eine Ausnahme stellte die Spielzeit 1989 dar, als sich der Klub mit dem dritten Platz erneut für den UEFA-Pokal qualifizieren konnte. 1997 wurde ein Tiefpunkt erreicht, als der Verein in die dritte Liga abstieg und mit wirtschaftlichen Schwierigkeiten zu kämpfen hatte. Zwar gelang dem Klub die schnelle Rückkehr in die Allsvenskan, doch nach dem Abstieg 2000 wurde GAIS in der Superettan durchgereicht und stieg zur Saison 2002 in die dritte Liga ab.
Nach dem unmittelbaren Wiederaufstieg in die Superettan gelang GAIS 2005 die Rückkehr in die Allsvenskan. Nach einem fünften Platz im Jahr 2011 folgte 2012 der erneute Abstieg. Seitdem spielte der Klub kontinuierlich in der Superettan, bis das Team 2021 nach verlorener Relegation erstmals seit 2001 wieder in die Drittklassigkeit absteigen musste. Bereits am vorletzten Spieltag der Spielzeit 2022 gelang der sofortige Wiederaufstieg in die Superettan.
Besonders interessant sind für GAIS und deren Fans die Lokalderbys gegen IFK Göteborg. 1976 erreichte man dabei mit etwa 50.000 Zuschauern einen Publikumsrekord für die zweite schwedische Spielklasse.

### Eishockey
Von 1954 bis 1968 hatte der Verein eine Eishockeyabteilung. Diese nahm in den Spielzeiten 1957/58 und 1960/61 jeweils an der Division 1, der damals noch höchsten schwedischen Spielklasse, teil.

## Aktueller Kader 2024
- Stand: 12. November 2024[2]

| Nr. |            | Position | Name                   |
| --- | ---------- | -------- | ---------------------- |
| 1   | Schweden   | TW       | Mergim Krasniqi        |
| 2   | Albanien   | AB       | Egzon Binaku           |
| 4   | Schweden   | AB       | Axel Norén             |
| 5   | Schweden   | AB       | Robin Wendin Thomasson |
| 6   | Schweden   | AB       | August Wängberg        |
| 7   | Schweden   | MF       | Joackim Aberg          |
| 8   | Schweden   | MF       | William Milovanovic    |
| 9   | Schweden   | ST       | Gustav Lundgren        |
| 10  | Schweden   | ST       | Mervan Çelik           |
| 11  | Schweden   | ST       | Edvin Becirovic        |
| 12  | Schweden   | AB       | Robin Frej             |
| 13  | Neuseeland | TW       | Kees Sims              |

| Nr. |                         | Position | Name                    |
| --- | ----------------------- | -------- | ----------------------- |
| 14  | Schweden                | MF       | Filip Gustafsson        |
| 17  | Schweden                | MF       | Amin Boudri             |
| 18  | Schweden                | ST       | Alexander Ahl Holmström |
| 19  | Nigeria                 | ST       | Richard Friday          |
| 21  | Schweden                | MF       | Axel Henriksson         |
| 22  | Bosnien und Herzegowina | AB       | Anes Cardaklija         |
| 24  | Schweden                | AB       | Filip Beckman           |
| 25  | Schweden                | MF       | Jonas Lindberg          |
| 26  | Sint Maarten            | ST       | Chovanie Amatkarijo     |
| 28  | Schweden                | ST       | Lucas Hedlund           |
| 32  | Schweden                | MF       | Harun Ibrahim           |
| 33  | Schweden                | TW       | Erik Krantz             |

## Erfolge
- Schwedischer Meister (4): 1919, 1922, 1925 1, 1927 1, 1931, 1954
- Schwedischer Pokalsieger (1): 1942

## Europapokalbilanz
| Saison  | Wettbewerb | Runde    | Gegner         | Gesamt | Hin     | Rück    |
| ------- | ---------- | -------- | -------------- | ------ | ------- | ------- |
| 1975/76 | UEFA-Pokal | 1. Runde | Śląsk Wrocław  | 4:5    | 2:1 (H) | 2:4 (A) |
| 1990/91 | UEFA-Pokal | 1. Runde | Torpedo Moskau | 2:5    | 1:4 (A) | 1:1 (H) |

Gesamtbilanz: 4 Spiele, 1 Sieg, 1 Unentschieden, 2 Niederlagen, 6:10 Tore (Tordifferenz −4)

## Trainer
- Helge Liljebjörn (1941–1943)
- Gunnar Gren (1963–1964, 1968–1969)
- Roland Nilsson (2004–2007)

## Ehemalige Spieler
- Gunnar Olsson (1926–1937)
- Helge Liljebjörn (1928–1937)
- Folke Lind (1932–1948)
- Sven Jacobsson (1934–1951)
- Karl-Alfred Jacobsson (1944–1959)
- Jan Olsson (1965–1969, 1971–1974)
- Glenn Hysén (1992–1994)